# レニー・ハート
レニー・ハート（Lenne Hardt、）は、アメリカ合衆国の女優、ナレーター（声優）である。主に日本で活動している。青二プロダクション所属。

## プロフィール
17歳で初来日した。ワシントン州立大学、ニューヨーク大学卒業後の1988年に再来日し、1990年代初頭には日本のFM局などでディスクジョッキーとして活動し、以後日本で声の仕事を続けている。日本語は堪能で、日常会話にはほとんど支障はない。兄が日本で家庭を築いており、レニーも東京で出会ったニュージーランド人と結婚した。
テレビアニメ『風まかせ月影蘭』では声優をつとめた。また、2004年5月にはシアターサンモールでショーを演出し、東京都内でサンドイッチ店のオーナーとして経営に携わるなど活動は多岐にわたる。
生年は非公表だが、『虎の門』（テレビ朝日系列）出演時には、「永遠の30代」と紹介された。
2022年11月6日のRIZIN LANDMARK 4で喉と声のトラブルを理由に恒例となっていた総合格闘技の入場コールの担当を初めて欠席し、その後声帯ポリープの切除手術に専念するためももいろクローバーZのクリスマスライブとRIZIN.40を欠席することとなった。その後、声を出さないことを条件にRIZIN.40が行われたさいたまスーパーアリーナに駆けつけた。手術後、武藤敬司引退試合をメインとしたKEIJI MUTO GRAND FINAL PRO-WRESTLING "LAST" LOVE〜HOLD OUT〜ではNOSAWA論外や武藤引退試合の特別入場コールを担当して復帰した。

## 入場コール
総合格闘技PRIDEの選手入場コールは、独特の抑揚と巻き舌を交えた印象的なもので、話題になった。
- （例）青コーナーから入場するミルコ・クロコップを紹介する際
  - 「インザ、ブルゥゥゥゥゥゥーコーナァァァァァ! フロォム、クロエイティア―、ミールコォォォォォ、クロ、カァァァァァパァ!!（In the blue corner! From Croatia, Mirko Cro Cop!）」

PRIDEが2007年をもって終了した後も、2008年にK-1を主催するFEGと元PRIDEスタッフが運営する総合格闘技イベントであるDREAMの入場コールを担当。2015年からは、PRIDEの代表だった榊原信行が設立した、総合格闘技イベントRIZINの入場コールを担当している。
「虎の門」では、好きな五十音を巻き舌にしやすいという理由で「ラ行」、嫌いな五十音を巻き舌にし難いという理由で「サ行」と答えていた。最初は真面目でシリアスな感じの入場コールをしていたが、これでいいのかと迷った末に、試しに今のスタイルにしてみたところ予想に反して観客の反応が良かったため現在まで続けているという。緊張感やライブ感を残すため、リハーサルはほとんどしないと語っている。
2005年2月9日および2月16日に放送されたフジテレビの『トリビアの泉』のコーナー「トリビアの種：世界最強のカブトムシは何か」という相撲勝負企画では「PRYDE カブト祭り2005」と題しPRIDEのテーマ曲やナレーションに立木文彦を起用するなど全体的にPRIDE中継を意識したパロディ演出で放送するにあたり、本家に合わせ彼女を起用。出場選手（昆虫）を「カァブトォムシィィィ、ヴァサァス、コォォカサスオォォカブトォ!」などの例の声で紹介した。
2005年夏の「第19回・FNS25時間テレビ」では、PRIDEの入場コールが買われて土曜日は『戦後60周年平和祈念 自衛隊・米軍大運動会』、日曜日はFNSあっついテレビ局決定戦の準決勝&決勝戦のリングアナを担当した。
この他、2006年は横浜スタジアムなどでの横浜ベイスターズ主催試合での「クアトロK」（木塚敦志・川村丈夫・加藤武治・マーク・クルーン）および登場曲がPRIDEのテーマだった土肥義弘投手の登場時のコールの録音で担当している。また、年末には『人志松本のすべらない話』年末拡大スペシャルでも芸人たちの登場時のコールを担当した。
2008年には『エンタの神様』にて陣内智則のネタの一部に、入場コール風に「ヒィィィツジが、1匹ィィィイ！」とヒツジの数を数える彼女の音声が使用された。

## 主な出演番組＆イベント
- 1990年代前半、『SUNRISE CRUISE』（bayfm）DJ
- 2004年4月 - 2005年3月、『森田一義アワー 笑っていいとも!』（フジテレビ系）木曜日コーナー「プチ自慢カーニバル」の挑戦者入場コール（その後も一時期、夏休み・冬休みなどに行われていた。）
- TBSのEURO2004、2004年サントリーチャンピオンシップ中継オープニング
- 2004年10月 - 、『音楽戦士 MUSIC FIGHTER』ナレーション
- 2005年 - 2008年2月、『スーパーヒーロータイム』（テレビ朝日系）タイトルコール
- 2005年4月 - 、『ジャイケルマクソン』（毎日放送）の1コーナー｢ウェルカムマクソン!｣のゲスト入場コール
- 2005年10月 - 2006年3月、『三宅式こくごドリル』（テレビ東京系列）（不定期）
- 2005年10月 - 、『爆笑問題の検索ちゃん』（テレビ朝日）タイトルコール
- 2005年10月15日、『I've in BUDOKAN 2005 〜Open the Birth Gate〜』I'veクリエーター紹介
- 2005年11月 - 、『脳内エステ IQサプリ』（フジテレビ系）タイトルコール（不定期）
- 2005年12月31日、『第56回NHK紅白歌合戦』において、白組の歌手・氣志團の入場コールを担当（「One Night Carnival」披露直前）。
- 2006年3月1日、『キン肉マンII世 ULTIMATE MUSCLE 2』第9話（本人役[6]）
- 2006年3月 - 2006年9月、『韋駄天翔』（大会アナウンサー役）
- 2006年4月 - 2006年6月、『リングにかけろ1 日米決戦編』（リングコール）
- 2006年 - 2009年、東京競馬場で毎年行われる日本ダービー（JpnI）で、お昼休みのイベントで司会の杉本清と共に出走馬のジョッキーの紹介を行い、レース後はイベントに出演した。2007年 - 2009年も日本ダービー当日にジョッキー紹介を行っていた（レース後のイベントについては出る年と出ない年があった）。2010年は杉本は続投したが、MCはブラザー・トムが務めた。2012年に3年ぶりにジョッキー紹介を行った。
- 2006年7月8日、『Animelo Summer Live 2006-OUTRIDE-』出演者紹介
- 2006年11月3日、『きらりん☆レボリューション』（第31話「ニャッツ!恋の迷路のニューヨーク!?」 ドーナツ屋のおばちゃん役）
- 2007年7月 - 、『新3か月トピック英会話『英単語ネットワーク〜めざせ10,000語!〜』」（NHK教育）ダイアン役
- 2007年10月7日、『ハヤテのごとく!』（MC / 第28話「黒いハヤテ」）
- 2007年12月19日、福岡競艇場で開催された第22回賞金王決定戦競走開会式に於ける賞金王決定戦の出場12名の選手紹介（2009福岡笹川賞でもドリームシックスの6名を紹介していた）
- 2008年2月29日、キン肉マン映画祭 29周年スペシャルナイト（ゲスト入場コール[7]）
- 2008年4月 - 、『リトル・チャロ』（NHK教育）マルゲリータ役
- 2008年7月4日、JCBホールにて行われたニコニコ大会議2008にて、ひろゆきをはじめとする出演者を紹介。講演終了間際、本人自ら壇上に登場。
- 2008年12月4日、JCBホールにて行われたニコニコ大会議2008冬にて、ひろゆきをはじめとする出演者を紹介。公演終了間際、本人自ら壇上に登場。
- 2009年6月、TBSテレビの『メガデジ』の赤坂界隈の紹介の際、偶然夫と経営している店の取材があった。
- 2009年12月26日、A&G 超RADIO SHOW〜アニスパ!〜』出演者入場コール
- 2010年2月、『機動戦士ガンダムUC』第1話 オペレーター役[8]
- 2010年4月3日、『オールスター感謝祭』（TBS系列）内、「ぬるぬる大相撲」の選手入場コール
- 2010年5月16日 - 5月30日、『ダウンタウンのガキの使いやあらへんで!!』の3週連続企画、「TKJグランプリ」の選手入場コール
- 2010年9月21日、AKB48 19thシングル選抜 じゃんけん大会（日本武道館）出場者名コール：これ以降、毎年9月に行われるじゃんけん大会においても担当している。
- 2011年12月25日、ももいろクローバーZ『ももいろクリスマス2011 さいたまスーパーアリーナ大会』選手入場コール（メンバー紹介）：これ以降、『ももクロ春の一大事2012 〜横浜アリーナ まさかの2DAYS〜』（2012年4月21日・22日）、『ももクロ夏のバカ騒ぎ SUMMER DIVE 2012 西武ドーム大会』（2012年8月5日）などでも、選手入場・曲タイトルコールを担当。
- 2012年7月2日・15日・16日・17日・18日、プロ野球・福岡ソフトバンクホークス主催パシフィック・リーグ公式戦「鷹の祭典2012」（東京ドーム・福岡Yahoo!JAPANドーム）ソフトバンク選手コール
- 2013年7月1日・24日・25日・26日・27日・28日、プロ野球・福岡ソフトバンクホークス主催パシフィック・リーグ公式戦「鷹の祭典2013」（東京ドーム・北九州市民球場・福岡ヤフオク!ドーム）ソフトバンク選手コール
- 2014年7月1日・21日・22日・23日・25日・26日・27日、プロ野球・福岡ソフトバンクホークス主催パシフィック・リーグ公式戦「鷹の祭典2014」（東京ドーム・北九州市民球場・福岡ヤフオク!ドーム）ソフトバンク選手コール
- 2018年11月14日、ドラゴンボール超 ブロリー ワールドプレミア（入場コール[9]）
- 2019年3月2日・3日武蔵野の森総合スポーツプラザにて行われたラブライブ！サンシャイン!!Aqours クラブ活動 LIVE & FAN MEETING 2018 ユニット対抗全国ツアー東京公演 出場ユニット『CYaRon!』『AZALEA』『Guilty Kiss』の入場コールとWinnersコールを担当
- 2019年12月29日、『PJS WINTER INVITATIONAL 2019』 出場チームの入場コールを担当
- 2023年12月29日・2024年12月27日、『ぽかぽか』（フジテレビ系）金曜日の年末特別企画コーナーの挑戦者入場コール

## 出演作品
太字はメインキャラクター
- ランブルローズXX（Xbox 360用ゲームソフト）
- キン肉マン マッスルジェネレーションズ（PlayStation Portable用ソフト）リザルトアナウンス、システムボイス
- キン肉マン マッスルグランプリMAX（PS2用ゲームソフト）システムボイス
- キン肉マン マッスルグランプリ2 特盛（PS2用ゲームソフト）システムボイス
- レイジレーサー（PS用ゲームソフト）レースアナウンサー
- ファンタビジョン（PS2用ゲームソフト）
- ふたりのファンタビジョン（PS2用ゲームソフト）
- Kunoichi -忍- エンディングテーマ・ヴォーカル
- Let'sブラボーミュージック（PS2用ゲームソフト）
- サルゲッチュミリオンモンキーズ（PS2用ゲームソフト）
- ロックマンX7（アクセル）英語ボイス
- アクウギャレット（アーケードゲーム）
- 風まかせ月影蘭（テレビアニメ）
- 未来講師めぐるDVD BOX
- DRAGONBALL THEMOVIE
- 鉄拳シリーズ（アンナ・ウィリアムズ）5以降。8ではプロモーションビデオの入場コール風のナレーションも担当。
- CR蒼天の拳（パチンコ）
- メダルのガンマン（アーケードメダルゲーム）ナレーション
- パチスロ蒼天の拳（スロット）
- FATAL FRAME BASED ON A TRUE STORY./零 제로/Project ZERO（霧絵）[10]
- HOME MADE 家族「家族宣誓」（アルバム『HOME』収録の楽曲）コール
- 『なうmix in the J-POP COVER』シリーズ（アルバム全3作品）ナビゲート
- えいごでがんこちゃん（リアン[11]）
- テレビアニメ『トニカクカワイイ』（2020年、ゲームアナウンス）
- 龍が如く0 誓いの場所（リングアナウンサー）
- 特撮『機界戦隊ゼンカイジャー』（ギアトリンガー、ゼンカイオー音声）
- Dos Monos 『Dos Atomos』
- 城とドラゴン（クレイジーヘッド）

## ラジオ
- あいぽん・レニぽんのイングリッシュコロシアム（超!A&G+：2011年5月4日 - 7月27日）